# Araneus beebei
Araneus beebei este o specie de păianjeni din genul Araneus, familia Araneidae, descrisă de Petrunkevitch, 1914.
Este endemică în Myanmar. Conform Catalogue of Life specia Araneus beebei nu are subspecii cunoscute.